# رنو کاجی
رنو کاجی (Renault KJ) خودرویی است که در سال‌های ۱۹۲۳ تا ۱۹۲۴توسط رنو در فرانسه تولید شده‌است. طراحی آن خودروهای موتور جلو-محور عقب بوده است.
موتور آن ۹۵۱ سی‌سی سیستم جعبه‌دندهٔ آن ۳ دنده به صورت دستی است.